# استانتون (کالیفرنیا)
استانتون (به انگلیسی: Stanton) شهری در شهرستان اورنج، کالیفرنیا ایالت کالیفرنیا است که در سرشماری سال ۲۰۱۰ میلادی، ۳۸۱۸۶ نفر جمعیت داشته است.

## نگارخانه

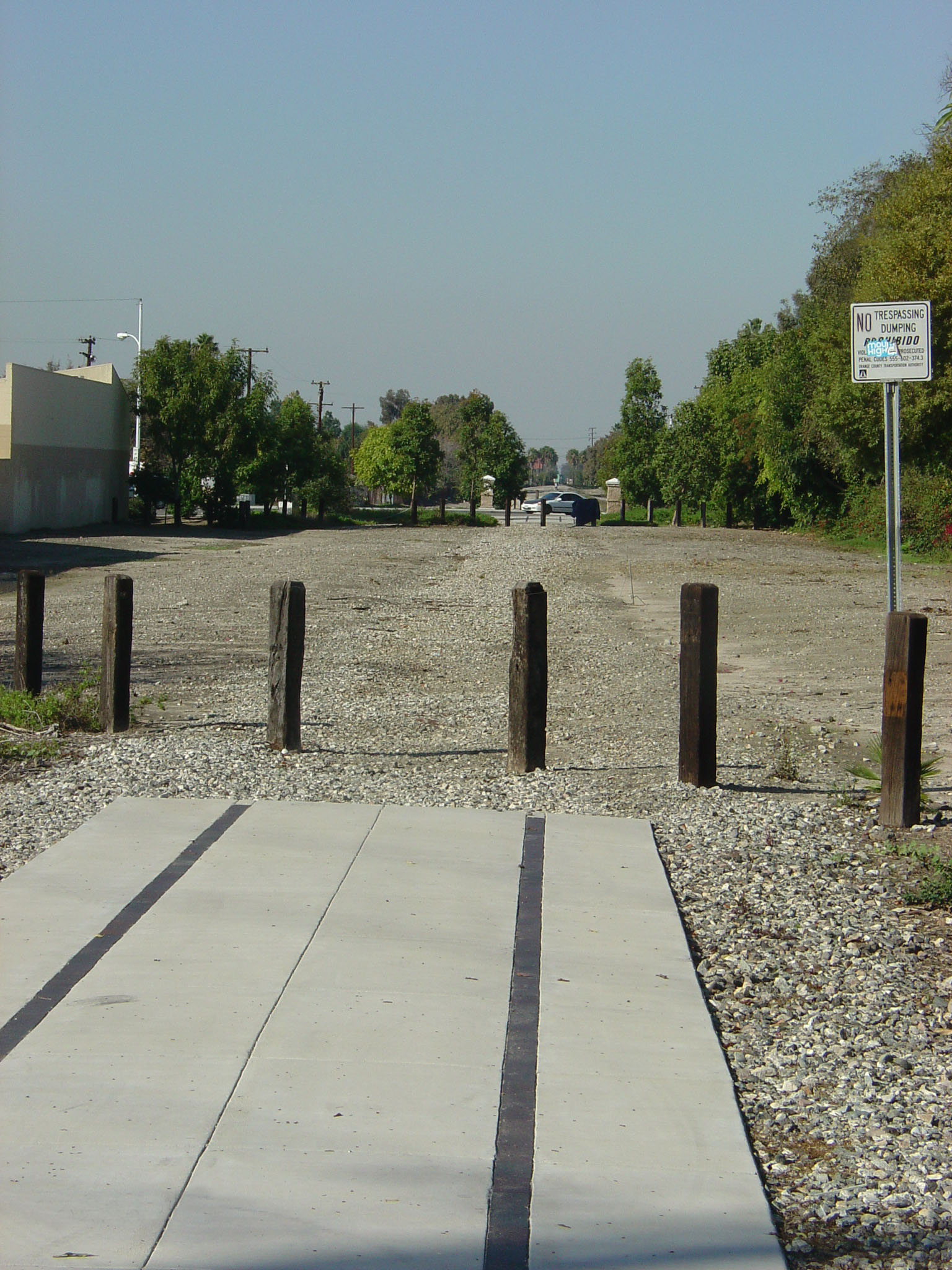
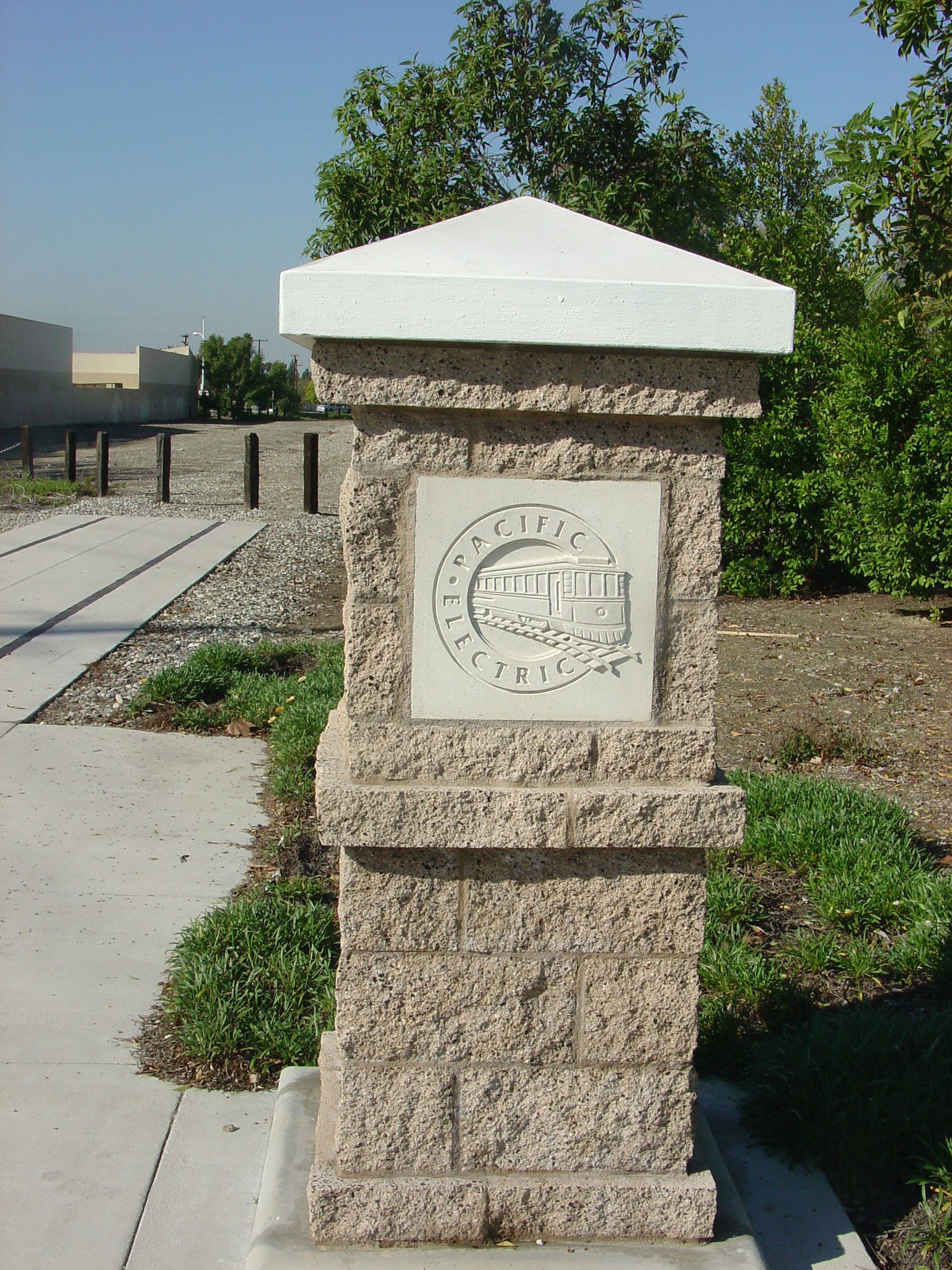
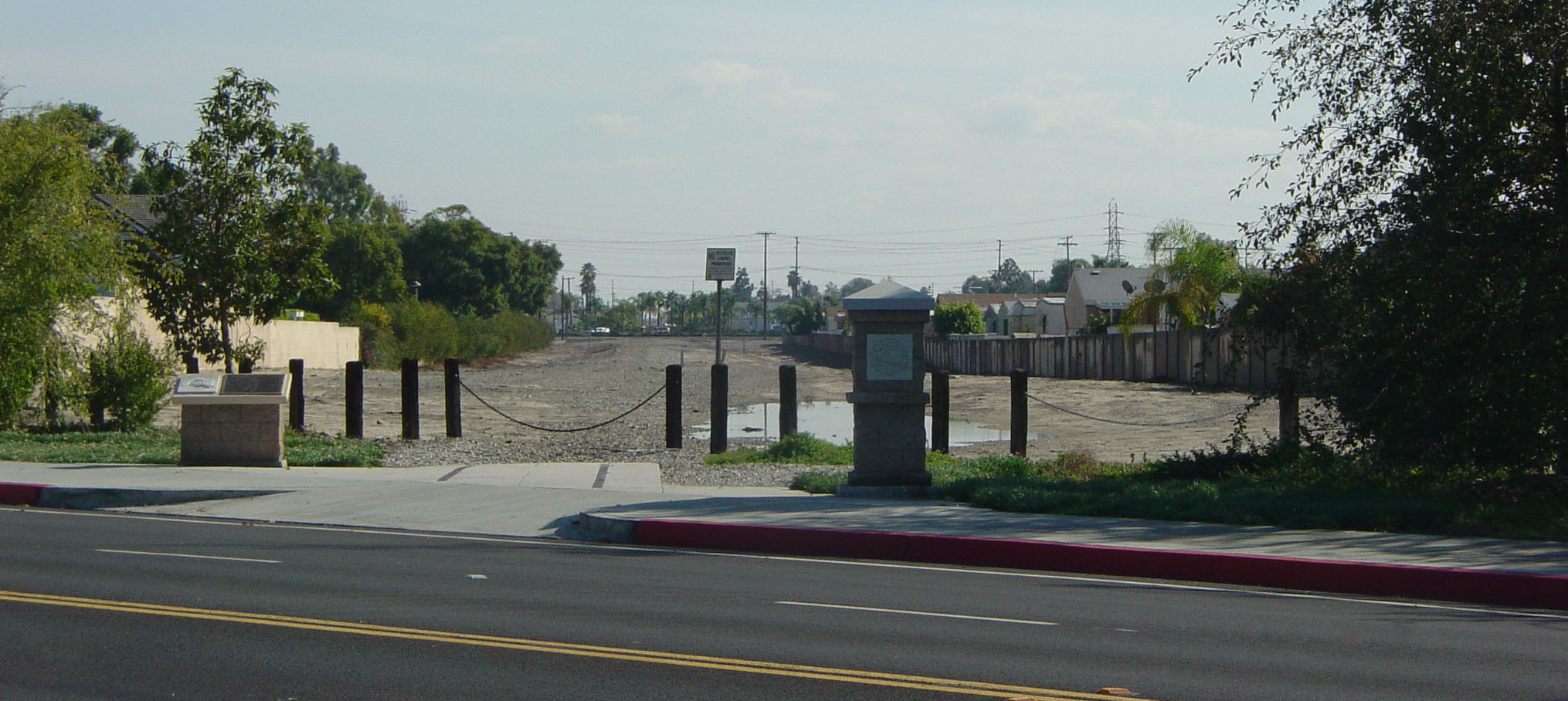